# Ihor Kovalenko
Ihor Vyktorovyč Kovalenko (in ucraino Ігор Коваленко?; in russo Игорь Викторович Коваленко?; Novomoskovs'k, 29 dicembre 1988) è uno scacchista ucraino, Grande Maestro, giocatore per la Federazione lettone.
È Maestro Internazionale dal 2008 e Grande Maestro dal 2010. Ha giocato per la Federazione lettone tra il 2013 e il 2021. Nel 2022 è tornato alla Federazione ucraina, dall'aprile di quell'anno è arruolato nelle Forze terrestri ucraine attive in combattimento nel Conflitto russo-ucraino.
Nella lista FIDE di agosto 2015 ha ottenuto 2702 punti Elo, superando così la soglia di 2700, che informalmente definisce i "SuperGM".

## Carriera

### Eventi individuali
Ha vinto il Campionato lettone nel 2013 e 2014.
Nel 2016 è giunto 2º nel Campionato europeo svoltosi a Gjakova.
Nel 2019 ha vinto la sezione blitz del Mikhail Tal Memorial con il punteggio di 12 su 13, giungendo inoltre 5º in quella rapid.
Nel 2020 ha vinto con 9 su 9 l'evento rapid Paul Keres Memorial di Tallinn.

#### Nel Ciclo Mondiale
La vittoria nel Torneo zonale del Baltico gli ha permesso di partecipare alla Coppa del Mondo 2015, nella quale è stato eliminato al primo turno dal cinese Wen Yang.

### Eventi a squadre
Ha giocato per la Nazionale lettone in due Olimpiadi degli scacchi, quelle di Tromsø 2014 (2a scacchiera, 5 vittorie, 4 patte e 2 sconfitte) e quelle di Baku 2016 (2a scacchiera, +6 =4 -1).
Con la Nazionale ha anche preso parte al Campionato europeo a squadre di Reykjavík nel 2015 (2a scacchiera, +3 =3 -1).